# حسين آل حزام
حسين عاصم آل حزام (بالإنجليزية: Hussain Al-Hizam)‏ (4 يناير 1998 في محافظة الجبيل - ) منافس ألعاب قوى من السعودية يختص في القفز بالزانة. فاز بالميدالية الذهبية في دورة ألعاب التضامن الإسلامي لعام 2017.
سجل حسين آل حزام أفضل ما لديه في هذه الرياضة، وكانت 5.60 متر خارجيًا في (تمب 2017) و5.46 متر داخليًا في (فاييتفيل 2017). وكلاهما ضمن سجلات السعودية الوطنية الحالية.
في عام 2018، حطم الرقم القياسي السعودي والعربي في القفز بالزانة، حيث قفز لارتفاع 5.70 متر خلال مشاركته في بطولة الجامعات الأمريكية المحترفة.
والده، هو عاصم آل حزام، وهو عُشاري سابق ومدرب ألعاب قوى حالي. حيث بدأ حسين باللعب وهو في الثامنة من عمره، وفاز في بطولة المملكة للناشئين وهو في سن الحادية عشرة.

## سجل المنافسات
| العام         | المسابقة                                         | المكان           | المركز        | ملاحظة        |
| يمثل السعودية | يمثل السعودية                                    | يمثل السعودية    | يمثل السعودية | يمثل السعودية |
| ------------- | ------------------------------------------------ | ---------------- | ------------- | ------------- |
| 2013          | البطولة العربية لألعاب القوى 2013                | الدوحة           | الثاني        | 4.90 متر      |
| 2013          | دورة الألعاب الآسيوية للشباب 2013 ‏               | نانجينغ          | الأول         | 4.70 متر      |
| 2013          | ألعاب القوى في دورة ألعاب التضامن الإسلامي 2013 ‏ | فلمبان           | الخامس        | 4.60 متر ‏     |
| 2014          | بطولة آسيا لألعاب القوى للناشئين 2014            | تايبيه           | الرابع        | 4.85 متر      |
| 2014          | ألعاب القوى في أولمبياد صيف 2014 للشباب ‏         | نانجينغ          | الرابع        | 4.85 متر ‏     |
| 2014          | ألعاب القوى في دورة الألعاب الآسيوية 2014        | إنتشون           | التاسع        | 4.95 متر ‏     |
| 2015          | بطولة العالم للشباب لألعاب القوى 2015            | كالي (مدينة)     | السابع        | 4.95 متر1     |
| 2016          | Asian Junior Championships ‏                      | مدينة هو تشي منه | الخامس        | 5.00 متر      |
| 2016          | World U20 Championships ‏                         | بيدغوشتش         | الخامس عشر    | 5.10 متر ‏     |
| 2017          | ألعاب القوى في ألعاب التضامن الإسلامي 2017 ‏      | باكو             | الأول         | 5.55 متر ‏     |
| 2017          | بطولة آسيا لألعاب القوى 2017 ‏                    | بوبانسوار        | السابع        | 5.20 متر ‏     |
| 2018          | ألعاب القوى في دورة الألعاب الآسيوية 2018        | جاكرتا           | الخامس        | 5.40 متر ‏     |

## روابط خارجية
- حسين آل حزام على موقع الاتحاد الدولي لألعاب القوى (الإنجليزية)
- حسين آل حزام على موقع TFRRS.org (الإنجليزية)
- حسين آل حزام على موقع أوليمبيديا (الإنجليزية)